# Knoutsodonta pusilla
Knoutsodonta pusilla (Alder & Hancock, 1845) è un mollusco nudibranchio della famiglia Onchidorididae.

## Biologia
Si nutre di briozoi delle specie Callopora aurita, Callopora lineata, Escharella immersa, Escharoides coccineus, Microporella ciliata, Porella concinna, Schizomavella linearis.